# 法隆寺バスセンター
法隆寺バスセンター(ほうりゅうじバスセンター)は、奈良県生駒郡斑鳩町法隆寺南一丁目にある奈良交通のバスターミナルである。停留所名は一般路線が「法隆寺前」、高速バスが「法隆寺バスセンター」となっている。

## 概要
国道25号沿いに設置されており、世界遺産で知られる法隆寺の最寄バス停の一つ。奈良公園、西ノ京、大和郡山、王寺駅、筒井駅、法隆寺駅等各方面へのバスが発着し、鉄道の駅からやや遠い斑鳩・法隆寺地域における観光・交通の拠点となっている。1、2番のりばの隣にはレンタサイクルとタクシー乗り場があり、3番のりば隣には法隆寺iセンター（斑鳩の里観光案内所）がある。
なお、法隆寺に最も近いバス停として法隆寺iセンター西隣の「法隆寺参道」があるが、そちらはJR法隆寺駅行きのバスのみ発着している。

## 周辺
- 法隆寺
- 中宮寺
- 法隆寺iセンター
- 法隆寺郵便局
- 斑鳩町役場

## バス乗り場
- 1番のりば
  - [62][63][92]：王寺駅
  - [72]：法隆寺参道
  - 斑鳩町コミュニティバス
- 2番のりば (奈良・西の京・斑鳩回遊ライン[E-15])
  - [50]：近鉄郡山駅 （法起寺前 経由）
  - [97]：県庁前 （法起寺前、近鉄郡山駅、薬師寺駐車場、JR奈良駅、近鉄奈良駅 経由）
  - [97]：春日大社本殿 （法起寺前、近鉄郡山駅、薬師寺駐車場、JR奈良駅、近鉄奈良駅 経由）
  - 高速バスやまと号：津田沼駅（横浜駅・京成上野駅・東京ディズニーリゾート 経由） （京成バスと共同運行）
- 3番のりば
  - [63]：国道横田 （筒井駅 経由）
  - [92]：シャープ前 （筒井駅、国道横田 経由）
  - [72]：法隆寺駅

## 歴史
同所は元奈良交通法隆寺営業所であり、大和郡山市内や西和地域のバス路線を担当していた。1979年に西大和営業所が開設されると同所の法隆寺支所に改称された後、1992年に法隆寺案内所となった。跡地の一部は竜田タクシーの車庫に転用されている。
かつて4番・5番のりばが奈良県道5号大和高田斑鳩線沿い200ｍほど南にあり、近鉄郡山駅・泉原町方面と法隆寺駅筋・泉台住宅方面を結ぶ路線(郡山斑鳩線)が発着していた。現在もバス停跡の歩道の切り欠きが残っている。